# 슈퍼파이프라인
슈퍼 파이프라인(super pipeline)은 파이프라인의 한 종류이다. 파이프라인은 어떤 명령어에 대해 한 클럭동안 동작이 끝나면 다음 명령어에 대해 그 동작이 수행되지만, 슈퍼 파이프라인에서는 어떤 동작이 실행될 때, 그 클럭을 나누어서 다음 명령어에 대한 동작을 수행한다. 클럭이 높아짐에 따라서 나누기가 힘들어져서 잘 사용되지 않는다.